# 2349 Курченко
2349 Курченко (2349 Kurchenko) — астероїд головного поясу, відкритий 30 липня 1970 року.
Тіссеранів параметр щодо Юпітера — 3,261.